# Peter Feurer
Peter Feurer, genannt Wigmar († 1553), war von 1551 bis 1553 Bürgermeister der Reichsstadt Heilbronn.
Feurer immatrikulierte sich am 10. August 1533 an der Universität in Heidelberg, war 1541 Richter und später Ratsmitglied im äußeren Rat in Heilbronn, ab 1546 ist er als Schultheiß belegt. Gemeinsam mit Stadtschreiber Gregorius Kugler vertrat er die Stadt während des Schmalkaldischen Krieges bei der Übergabe von Heilbronn an Kaiser Karl V. 1548 in Hall und bei der Aussöhnung mit König Ferdinand I. 1549 in Prag. Er wurde 1551 Bürgermeister der Stadt Heilbronn. Feurer stand zunächst dem Rat aus Patriziern und Kaufleuten vor und gehörte ab 1552 zur ersten Bürgermeister-Triade, die nach der neuen Ratsverfassung durch Kaiser Karl V. einem Rat vorstand, der sich nur noch aus Angehörigen des Patriziats zusammensetzte. Nach seinem Tod 1553 trat sein Bruder Wolf Feurer seine Nachfolge als Bürgermeister an.
Feurer wird auch als Fuir und Fuirer geführt. Die Familie stammte ursprünglich aus Hall und gehörte dort zu den „Sieben-Burgen-Geschlechtern“. Verwandt und verschwägert waren die Heilbronner Feurer mit den Gerhard, Lemlin, Lutwin, von Münchingen und Wigmar. Das Wappen hat seinen Ursprung in Schwäbisch Gmünd und zeigt ebenso wie die Helmzier ein Einhorn, das vom Kopf bis zur vorderen Körperhälfte weiß und dessen hintere Körperhälfte schwarz ist.